# Udo Taubeneck
Udo Taubeneck (* 12. Mai 1928 in Jena; † 19. Januar 2015 in Rudolstadt) war  ein deutscher Mikrobiologe. Er leitete von 1976 bis 1984 das Zentralinstitut für Mikrobiologie und experimentelle Therapie der Akademie der Wissenschaften der DDR sowie von 1976 bis 1986 die Gruppe Biologie im Forschungsrat der DDR. Darüber hinaus war er ab 1968 Professor für Mikrobiologie an der Universität Jena.

## Leben
Udo Taubeneck wurde 1928 in Jena als Sohn eines Galvaniseurs geboren und machte 1946 sein Abitur. Anschließend wurde er Lehrling bei Zeiss und danach Hilfslaborant im Institut für Mikrobiologie (Schott-Zeiss-Institut) in Jena. Von 1946 bis 1950 studierte er Biologie und Chemie an der Friedrich-Schiller-Universität Jena. Als Diplom-Biologe war er von 1951 bis 1952 wissenschaftlicher Mitarbeiter beim VEB Jenapharm. Er promovierte 1952 an der Universität Jena, an der er neun Jahre später auch habilitiert wurde. In den Jahren 1952/53 war er Assistent am Institut für Allgemeine Botanik der Universität.
Ab 1953 wirkte er als Assistent, ab 1957 als Abteilungsleiter und ab 1968 als Bereichsleiter am Jenaer Institut für Mikrobiologie und experimentelle Therapie der Akademie der Wissenschaften der DDR, das ab 1970 Zentralinstitut für Mikrobiologie und experimentelle Therapie (ZIMET) hieß und zu den größten biowissenschaftlichen Forschungseinrichtungen in der Deutschen Demokratischen Republik zählte. Darüber hinaus wurde er 1965 Dozent und 1968 Professor für Mikrobiologie an der Universität Jena. Von 1976 bis 1984 leitete er in Nachfolge von Hans Knöll das ZIMET. Darüber hinaus gehörte er von 1969 bis 1986 dem Forschungsrat der DDR an, in welchem er ab 1976 die Gruppe Biologie leitete. Sein Nachfolger als Direktor des ZIMET wurde Friedrich Bergter.
Udo Taubeneck starb 2015 in Rudolstadt.

## Auszeichnungen
Udo Taubeneck war ab 1974 korrespondierendes und ab 1977 ordentliches Mitglied der Akademie der Wissenschaften der DDR, 1974 wurde er darüber hinaus in die Deutsche Akademie der Naturforscher Leopoldina aufgenommen. 1987 erhielt er den Nationalpreis der DDR.

## Werke (Auswahl)
- Die Bakterien. Leipzig 1952 (weitere Auflagen: Wittenberg 1954, Hohenwarsleben 2003)
- Das Leben der Bakterien. Jena 1964